# Puck (biljard)
Puck är en spelform inom biljard. Puck spelas oftast med alla 15 bollar. Man har en flaska med "puckar" som är numrerade 1-15.
Detta spel kan spelas med många spelare. Man kan innan start bestämma hur många puckar varje spelare ska ha. Spelets mål är att sänka de bollar vars nummer finns på de puckar man erhållit. Sänker man en boll med något annat nummer än de som finns på ens egen puck, förhindrar man spelaren med det numret att vinna omgången. Denna spelare får dock fortsätta att spela. Därför kan spelomgången sluta med att ingen vinner. Omgången fortsätter antingen till dess att någon vunnit genom att sänka sina bollar, eller till dess att ingen längre har chans att vinna omgången. Därefter börjar man en ny omgång.